# Jennifer Hopkins
Jennifer Hopkins (Kansas City, 10 febbraio 1981) è un'ex tennista statunitense.

## Carriera
In carriera ha vinto un titolo di doppio, l'Internationaux de Strasbourg  nel 2002, in coppia con la croata Jelena Kostanić. Nei tornei del Grande Slam ha ottenuto il suo miglior risultato raggiungendo il terzo turno nel doppio agli US Open nel 2004.

## Vita privata
L'8 dicembre 2006 ha sposato il collega Taylor Dent. La coppia ha quattro figli.

## Statistiche

### Singolare

#### Finali perse (1)
| Numero | Anno            | Torneo                          | Superficie | Avversaria in finale | Punteggio     |
| 1.     | 13 gennaio 2001 | Tasmanian International, Hobart | Cemento    | Rita Grande          | 6-0, 3-6, 3-6 |

### Doppio

#### Vittorie (1)
| Numero | Anno           | Torneo                                   | Superficie  | Compagna        | Avversarie in finale          | Punteggio     |
| 1.     | 25 maggio 2002 | Internationaux de Strasbourg, Strasburgo | Terra rossa | Jelena Kostanić | Caroline Dhenin Maja Matevžič | 0-6, 6–4, 6–4 |

#### Finali perse (2)
| Numero | Anno            | Torneo                                 | Superficie  | Compagna           | Avversarie in finale              | Punteggio |
| 1.     | 21 maggio 2000  | Belgian Open, Anversa                  | Terra rossa | Petra Rampre       | Sabine Appelmans Kim Clijsters    | 1-6, 1-6  |
| 2.     | 10 ottobre 2004 | Japan Open Tennis Championships, Tokyo | Cemento     | Mashona Washington | Shinobu Asagoe Katarina Srebotnik | 1-6, 4-6  |

### Risultati in progressione
| Sigla | Risultato               |
| ----- | ----------------------- |
| V     | Vincitore               |
| F     | Finalista               |
| SF    | Semifinalista           |
| O     | Oro olimpico            |
| A     | Argento olimpico        |
| SF    | Bronzo olimpico         |
| QF    | Quarti di Finale        |
| 4T    | Quarto turno            |
| 3T    | Terzo turno             |
| 2T    | Secondo turno           |
| 1T    | Primo turno             |
| RR    | Round Robin             |
| LQ    | Turno di qualificazione |
| A     | Assente                 |
| ND    | Non disputato           |

| Legenda superfici    |
| -------------------- |
| Cemento              |
| Terra battuta        |
| Erba                 |
| Superficie variabile |

#### Singolare nei tornei del Grande Slam
| Torneo          | 1999 | 2000 | 2001 | 2002 | 2003 | 2004 |
| --------------- | ---- | ---- | ---- | ---- | ---- | ---- |
| Australian Open | A    | A    | 1T   | 2T   | A    | 1T   |
| Open di Francia | A    | 1T   | 1T   | 1T   | A    | A    |
| Wimbledon       | A    | A    | 2T   | 1T   | A    | 2T   |
| US Open         | 1T   | 1T   | 2T   | 1T   | A    | 1T   |

#### Doppio nei tornei del Grande Slam
| Torneo          | 2000 | 2001 | 2002 | 2003 | 2004 | 2005 |
| --------------- | ---- | ---- | ---- | ---- | ---- | ---- |
| Australian Open | A    | A    | A    | 2T   | 2T   | 2T   |
| Open di Francia | A    | A    | A    | A    | 2T   | 1T   |
| Wimbledon       | 1T   | 1T   | A    | A    | 1T   | 2T   |
| US Open         | A    | 1T   | 2T   | 1T   | 3T   | 1T   |

#### Doppio misto nei tornei del Grande Slam
| Torneo          | 2002 |
| --------------- | ---- |
| Australian Open | A    |
| Open di Francia | A    |
| Wimbledon       | A    |
| US Open         | 1T   |